# Калластеский район
Калластеский район — административно-территориальная единица в составе Эстонской ССР, существовавшая в 1950—1959 годах. Центр — Калласте. Площадь района в 1955 году составляла 6,414 км².

## История
Калластеский район был образован в 1950 году, когда уездное деление в Эстонской ССР было заменено районным. В 1952 году район был включён в состав Тартуской области, но уже в апреле 1953 года в результате упразднения областей в Эстонской ССР район был возвращён в республиканское подчинение.
В 1959 году Калластеский район был упразднён.

## Административное деление
В 1955 году район включал 1 город (Калласте) и 7 сельсоветов: Алатскивиский, Вараский (центр — Матьямаа), Вяльгиский, Кокраский, Коосаский, Палаский, Пейпсияареский (центр — Колкья).